# فورت دو پوسل

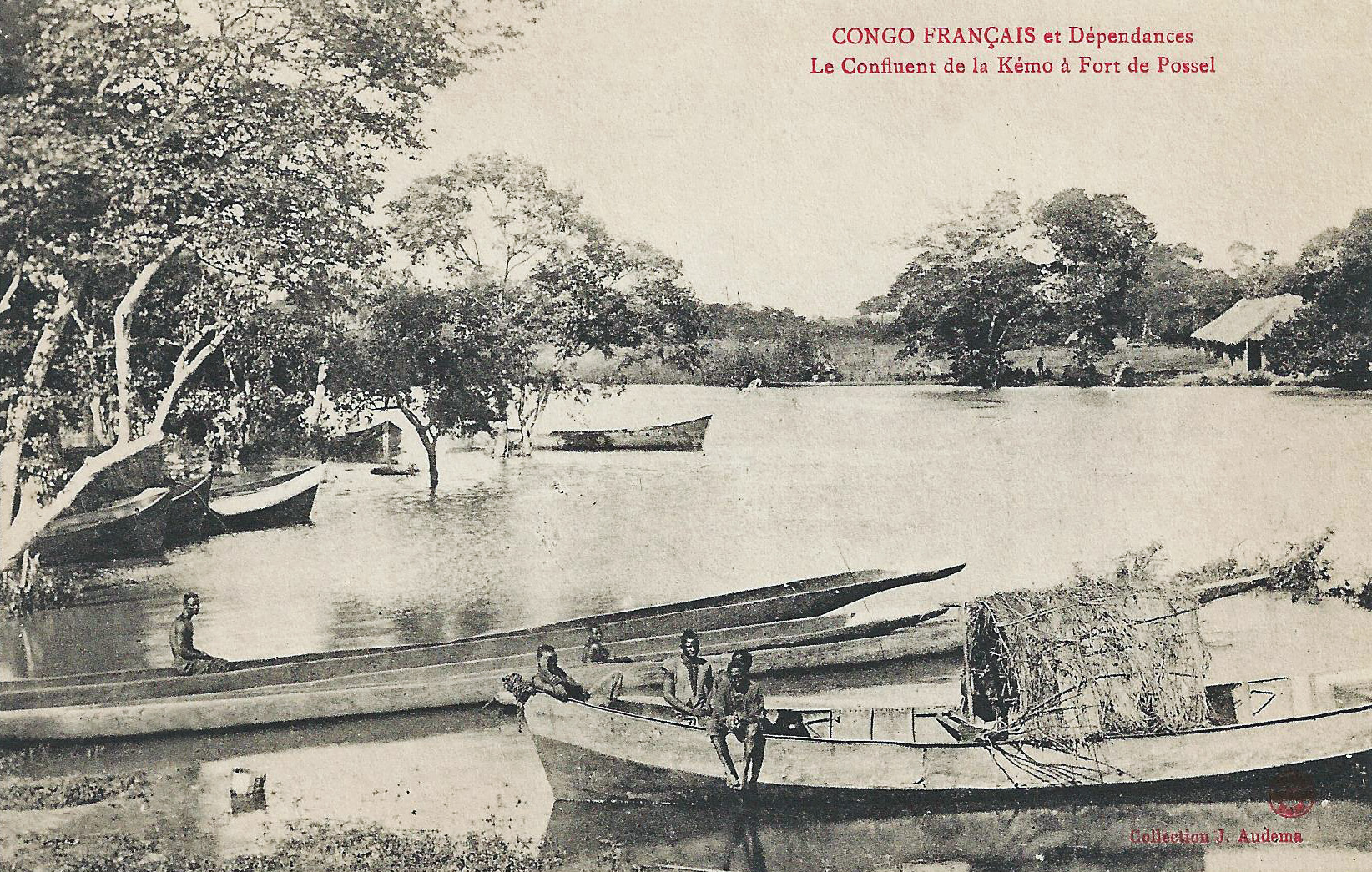
نگاره‌ای کهن از منطقهٔ مسکونی فرانسوی-نظامی «فرت دو پوسل» - پیش از ۱۹۱۰ میلادی

فرت دو پوسل (فرانسوی: Fort-de-Possel‎)، پادگان و منطقهٔ مسکونی فرانسوی در آفریقای مرکزی بود که از تاریخ ۱۱ فوریه تا ۱۱ دسامبر سال ۱۹۰۶ میلادی، پایتخت اوبانگی-شاری بود. این شهر در ساحل شمالی خمیدگی اصلی رود اوبانگی، در دهانهٔ کوچکتر رود کامو، قرار دارد.